# Pältsanrivier
Pältsanrivier (Zweeds-Fins: Pältsajoki; Samisch: Bealččanjohka) is een rivier annex beek, die stroomt in de Zweedse  gemeente Kiruna. De rivier ontstaat als een verzameling beken op de hellingen van de berg Pältsan in noord Zweden. Eenmaal samengestroomd gaat het naar het oosten. Het water belandt uiteindelijk in de Kummarivier. Ze is circa vijf kilometer lang.
Afwatering: Pältsanrivier → Kummarivier →  Könkämärivier →  Muonio → Torne → Botnische Golf